# Erling Hallas
Erling Hallas (ur. 13 grudnia 1911, zm. w 1947 w Charkowie) – duński nazistowski dziennikarz, publicysta i działacz polityczny, podoficer Frikorps Danmark, a następnie oficer 24 Pułku Grenadierów Pancernych SS „Danmark” podczas II wojny światowej

## Życiorys
Na początku lat 30. pracował jako dziennikarz. 11 kwietnia 1934 wstąpił do Narodowosocjalistycznej Duńskiej Partii Robotniczej (DNSAP) Fritsa Clausena. Od sierpnia tego roku pracował w centrali partii. Od października 1936 do sierpnia 1941 był redaktorem pisma partyjnego „DNSAP’s Måneds-Breve”. Jednocześnie od września 1937 do stycznia 1939 redagował pismo partyjne „National-Socialisten”. Od 1939 pełnił funkcję sekretarza prywatnego F. Clausena. Po zajęciu Danii przez wojska niemieckie 9 kwietnia 1940, podjął kolaborację z okupantami. Od 2 lutego 1941 pracował w sztabie partyjnym DNSAP.
W sierpniu tego roku wstąpił ochotniczo do Frikorps Danmark, zostając w stopniu SS-Oberscharführera podoficerem w 3 kompanii. Na początku 1942 uczestniczył w nieudanej próbie pozbawienia dowództwa SS-Obersturmbannführera Christiana Pedera Kryssinga, za co dwukrotnie trafił do więzienia. Po objęciu dowództwa Frikorps Danmark przez SS-Obersturmbannführera Christiana Frederika von Schalburga 1 marca 1942 r., został przeniesiony do 4 kompanii. We wrześniu powrócił do Danii na odpoczynek, po czym odkomenderowano go do służby w szkole wojskowej Frikorps Danmark. W listopadzie został szefem jednego z wydziałów DNSAP. Od 1 lutego do 31 lipca 1943 r. przeszedł szkolenie oficerskie w SS-Junkerschule w Bad Tölz, po czym powrócił na front wschodni. Został w stopniu SS-Untersturmführera oficerem 16 kompanii SS-Panzergrenadier-Regiment 24 „Danmark” w składzie 11 Ochotniczej Dywizji Grenadierów Pancernych SS „Nordland”. 29 stycznia 1944 podczas walk został ranny i wzięty do niewoli.
Zmarł na początku 1947 w więzieniu w Charkowie.